# Hulbuk
Hulbuk (in tagico Ҳулбук, fino al 2018 Восеъ, Vose') è una città del Tagikistan, situata nella regione del Chatlon.